# Renault R24
Renault R24 byl vůz Formule 1, který soutěžil v sezóně 2004.

## Design a vývoj
Šasi navrhli Mike Gascoyne, Bob Bell, Tim Densham a Dino Toso, přičemž Pat Symonds dohlížel na design a výrobu vozu jako výkonný ředitel inženýrství a Bernard Dudot vedl design motoru.

### R24B
Renault přivezl pro Grand Prix San Marina nový, aktualizovaný model R24B s novými hlavami válců, sacím systémem a souvisejícími změnami ve spodní části motoru.

## Shrnutí sezóny
Vůz během sezóny prokázal rychlost a spolehlivost, dokázal předběhnout Williams i McLaren a také se ukázal jako stálý soupeř stejně rychlého týmu BAR Honda Jensona Buttona a Takumy Sata. Překonalo jej Ferrari F2004 Michaela Schumachera a Rubense Barrichella, se kterým dvojice jezdců Ferrari v sezóně 2004 vyhrála 15 z 18 závodů. Na začátku sezóny Renault oznámil, že jejich jezdeckou sestavou bude tvořit Jarno Trulli a Fernando Alonso.

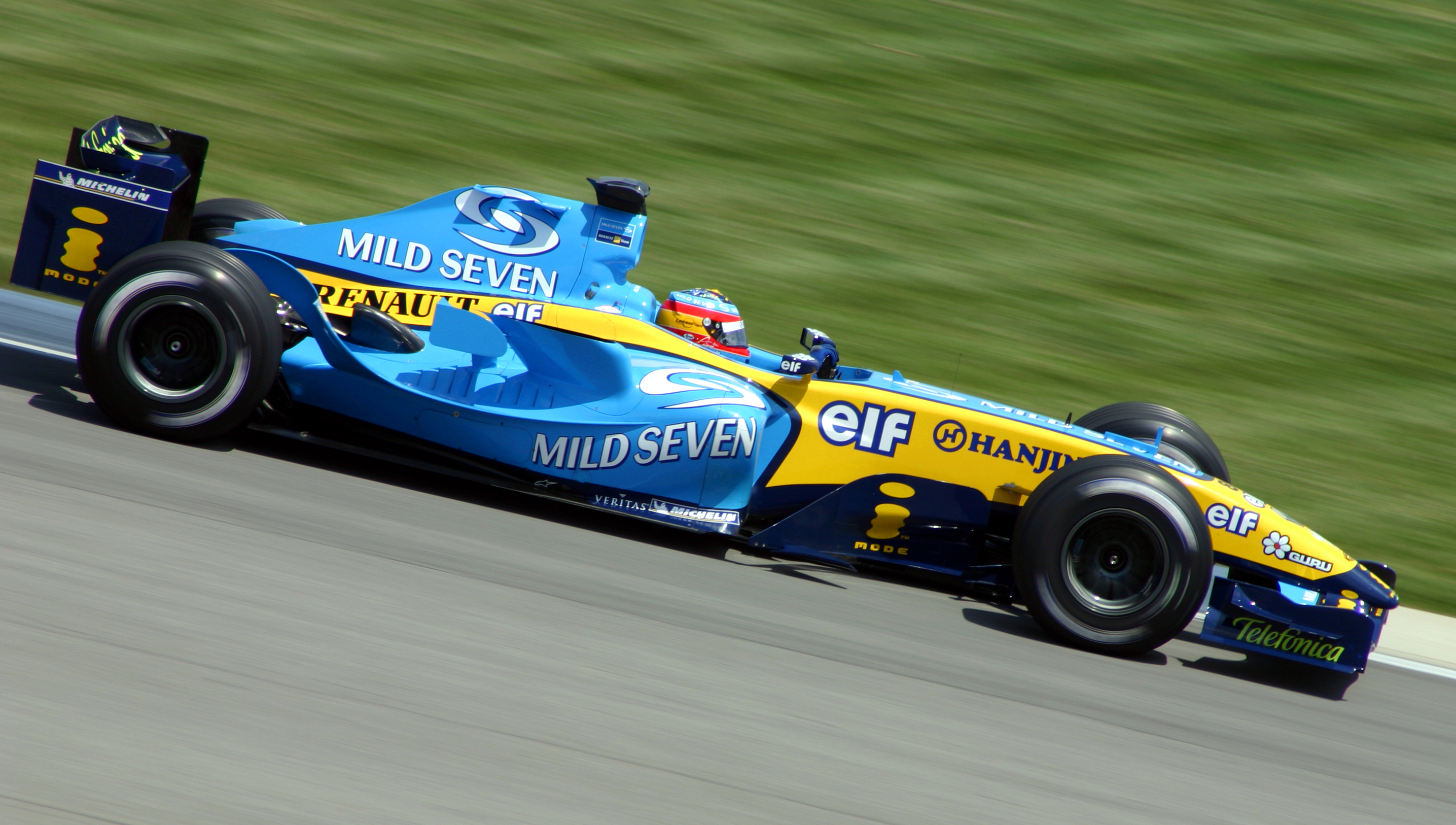
Fernando Alonso ve voze R24 při Grand Prix USA.

Tým se stal skutečným uchazečem o druhé místo v poháru konstruktérů, když Trulli a Alonso obsadili 3. a 4. místo při Grand Prix Španělska. Trulli vyhrál Grand Prix Monaka. Jeho vztah s Renaultem (zejména s šéfem týmu a Trulliho bývalým manažerem Flaviem Briatorem) se však zhoršil poté, co v druhé polovině sezóny neustále ztrácel tempo a obviňoval tým ze zvýhodňování Alonsa (ačkoli sami jezdci zůstali přáteli).
Grand Prix Francie byla považována za poslední kapku pro Renault, kde Trulliho v závěrečných fázích posledního kola předjel Rubens Barrichello, což Renault stálo dvojnásobné umístění na stupních vítězů v jejich domácím závodě. Trulli byl později vyhozen poté, co nezískal body v pěti po sobě jdoucích závodech. Trulli poté oznámil, že se připojí k Toyotě pro následující sezónu a předčasně opustil Renault, přičemž za Toyotu odjel poslední dva závody sezóny 2004.
Renault v naději, že si zajistí druhé místo v poháru konstruktérů, nahradil Trulliho mistrem světa ze sezóny 1997 Jacquesem Villeneuvem. Villeneuve však téměř celou sezónu působil mimo Formuli 1, ale snažil se rychle přizpůsobit závodění na nejvyšší úrovni, avšak neudělal dojem, což vedlo k tomu, že tým skončil třetí za Villeneuvovým bývalým týmem BAR se 105 body.
Renault používal loga 'Mild Seven', s výjimkou závodů v Kanadě, ve Francii a v Británii.

## Použití vTop Gearu
Vůz R24 byl „zapůjčen“ Stigovi pro natáčení epizody pořadu Top Gear. Renault prohlašoval, že vůz objede testovací dráhu Top Gearu za méně než jednu minutu; Vůz R24 objel okruh za 59 sekund. Později Renault odhalil, že vůz R24 neřídil běžný Stig, ale jejich testovací jezdec Heikki Kovalainen, převlečený za Stiga.

## Kompletní výsledky ve Formuli 1
| Legenda k tabulce | Legenda k tabulce                                                                       |
| Barva             | Výsledek                                                                                |
| ----------------- | --------------------------------------------------------------------------------------- |
| Zlatá             | Vítěz                                                                                   |
| Stříbrná          | 2. místo                                                                                |
| Bronzová          | 3. místo                                                                                |
| Zelená            | Bodované umístění                                                                       |
| Modrá             | Nebodované umístění                                                                     |
| Modrá             | Dokončil neklasifikován (NC)                                                            |
| Fialová           | Odstoupil (Ret)                                                                         |
| Červená           | Nekvalifikoval se (DNQ)                                                                 |
| Červená           | Nepředkvalifikoval se (DNPQ)                                                            |
| Černá             | Diskvalifikován (DSQ)                                                                   |
| Bílá              | Nestartoval (DNS)                                                                       |
| Bílá              | Závod zrušen (C)                                                                        |
| Světle modrá      | Pouze trénoval (PO)                                                                     |
| Světle modrá      | Páteční testovací jezdec (TD)                                                           |
| Bez barvy         | Netrénoval (DNP)                                                                        |
| Bez barvy         | Vyřazen (EX)                                                                            |
| Bez barvy         | Nepřijel (DNA)                                                                          |
| Bez barvy         | Odvolal účast (WD)                                                                      |
| Bez barvy         | Nezúčastnil se (prázdné)                                                                |
| Označení          | Význam                                                                                  |
| Tučnost           | Pole position                                                                           |
| Kurzíva           | Nejrychlejší kolo                                                                       |
| †                 | Jezdec nedojel do cíle, ale byl klasifikován, protože odjel více než 90 % délky závodu. |
| ‡                 | Byl udělován poloviční počet bodů, protože bylo odjeto méně než 75 % délky závodu.      |
| Horní index       | Umístění bodujících jezdců ve sprintu                                                   |

| Rok  | Tým        | Motor       | Pneumatiky | Jezdci             | 1   | 2   | 3   | 4   | 5   | 6   | 7   | 8   | 9   | 10  | 11  | 12  | 13  | 14  | 15  | 16  | 17  | 18  | Body | Umístění |
| ---- | ---------- | ----------- | ---------- | ------------------ | --- | --- | --- | --- | --- | --- | --- | --- | --- | --- | --- | --- | --- | --- | --- | --- | --- | --- | ---- | -------- |
| 2004 | Renault F1 | Renault V10 | M          |                    | AUS | MAL | BHR | SMR | ESP | MON | EUR | CAN | USA | FRA | GBR | GER | HUN | BEL | ITA | CHN | JPN | BRA | 105  | 3. místo |
| 2004 | Renault F1 | Renault V10 | M          | Jarno Trulli       | 7   | 5   | 4   | 5   | 3   | 1   | 4   | Ret | 4   | 4   | Ret | 11  | Ret | 9   | 10  |     |     |     | 105  | 3. místo |
| 2004 | Renault F1 | Renault V10 | M          | Fernando Alonso    | 3   | 7   | 6   | 4   | 4   | Ret | 5   | Ret | Ret | 2   | 10  | 3   | 3   | Ret | Ret | 4   | 5   | 4   | 105  | 3. místo |
| 2004 | Renault F1 | Renault V10 | M          | Jacques Villeneuve |     |     |     |     |     |     |     |     |     |     |     |     |     |     |     | 11  | 10  | 10  | 105  | 3. místo |